# Polarògraf

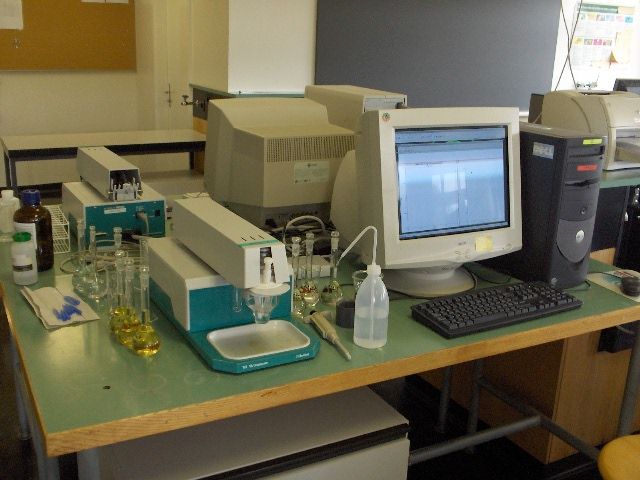
Lloc de treball amb un polarògraf a l'esquerra

Un polarògraf és un instrument d'anàlisi químic que serveix per a l'enregistrament automàtic de corbes d'intensitat-voltatge.
El polarògraf utilitza una cel·la electrolítica consistent en un elèctrode d'àrea petita o microelèctrode, habitualment el de gotes de mercuri, que consisteix en un tub capil·lar molt fi a través del qual flueix lentament mercuri, que es desprèn en forma de gotes petites, les quals cauen sobre una superfície del mateix element molt més extensa, que constitueix l'altre elèctrode. Quan hom aplica un voltatge variable a aquesta cel·la, l'elèctrode de gran superfície resta inalterat, mentre que el microelèctrode experimenta un canvi de potencial, és a dir, es polaritza. També disposa d'un potenciòmetre, acoblat al motor que mou el paper d'enregistrament per tal que a una variació determinada de voltatge correspongui una longitud constant del paper d'enregistrament, i d'un galvanòmetre adequat per a mesurar la intensitat de corrent elèctric, la resposta del qual és transmesa al servomotor que mou l'agulla de l'enregistrador. La tècnica emprada s'anomena Polarografia.